# Bujar Nishani

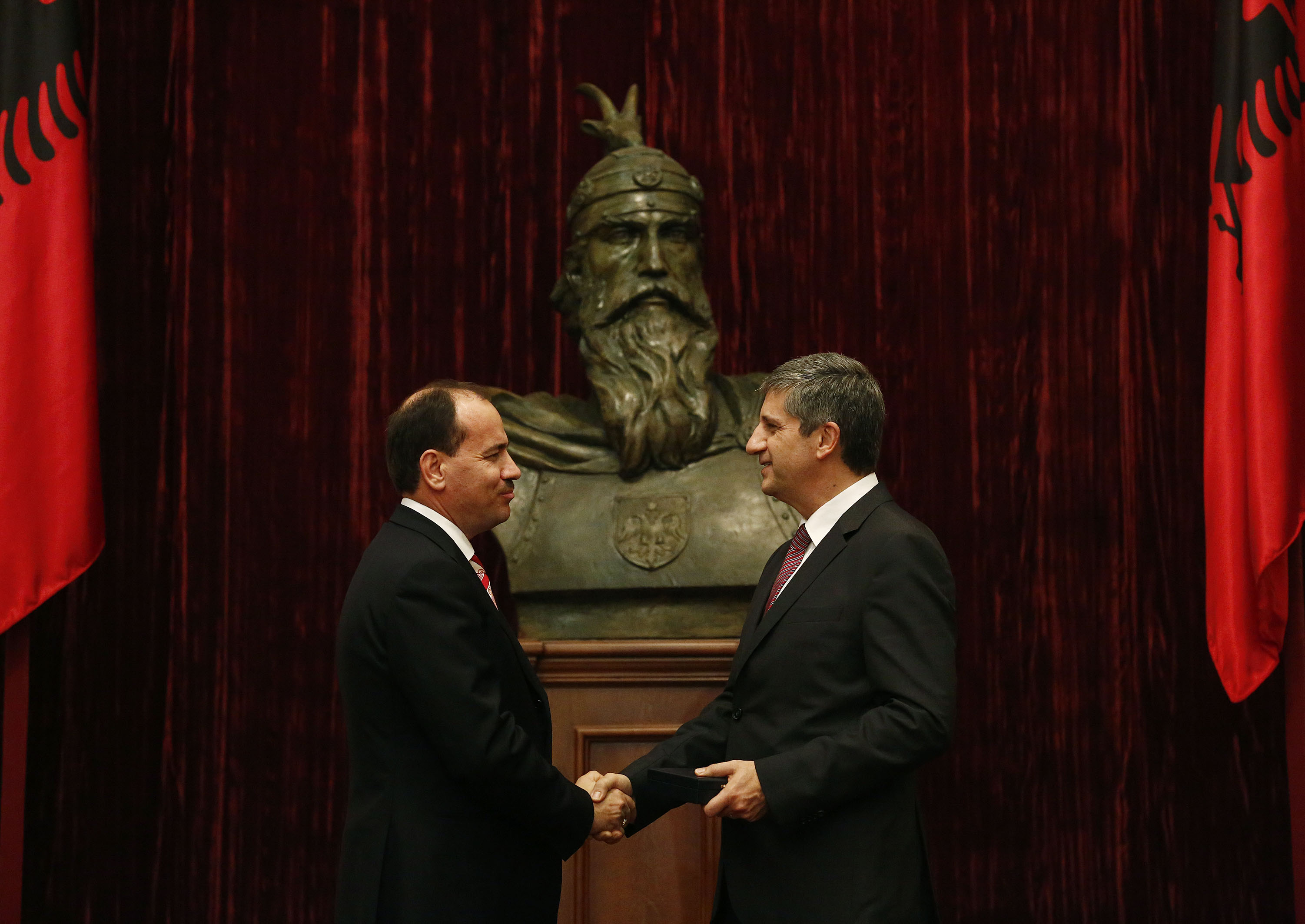
Bujar Nishani (links) met de Oostenrijkse minister van Buitenlandse Zaken Michael Spindelegger bij de opening van een Skanderbegtentoonstelling in het Nationaal Historisch Museum te Tirana

Bujar Nishani ([buˈjaɾ niˈʃani]) (Durrës, 29 september 1966 – Berlijn, 28 mei 2022) was een Albanees politicus en was van 24 juli 2012 tot 24 juli 2017 de president van zijn land. Hij volgde in die functie Bamir Topi op. 
Nishani was lid van de centrumrechtse PD en was eerder minister van Binnenlandse Zaken (2007-2009 en 2011-2012) en Justitie (2009-2011). Op het einde van de legislatuur van zijn vijfjarig presidentschap werd hij opgevolgd door Ilir Meta.
Nishani was gehuwd met Odeta Nishani en had twee kinderen, Ersi en Fiona. Hij overleed op 55-jarige leeftijd, na in april 2022 met gezondheidsproblemen te zijn opgenomen in een ziekenhuis in Berlijn.
- Gemeinsame Normdatei: 1258796368
- Virtual International Authority File: 3458165450337727100006